# Madylin Sweeten
Madylin Anne Sweeten (Brownwood, 27 juni 1991) is een Amerikaans actrice.
Madylin Sweeten is de dochter van Tomothy Lynn Sweeten en Elizabeth Anne Millsap. Haar bekendheid ontleent zij waarschijnlijk voor het grootste deel aan de sitcom Everybody Loves Raymond.

## Biografie

### Jeugd
Op de leeftijd van drie jaar ging zij naar de Kay Scott School of Permforming Arts in San Saba te Texas. Tijdens haar vierde levensjaar werd zij gecast voor de film A Promise to Carolyn. Daarna volgden diverse reclamespotjes. Ook veroverde zij de titel "Worlds Universal Beauty", een titel die onderdeel is van de competitie "Our Little Miss".

### Everybody Loves Raymond
Tijdens audities in Los Angeles werd Madylin, samen met haar broers Sawyer en Sullivan gecast door producenten van Everybody Loves Raymond. Zij mocht vervolgens tot het eind van de show in 2005 de rol van Ally Barone vertolken.

### Overig werk
Ook heeft zij geacteerd in diverse speelfilms, zoals The Christmass Path, A Dog of Flanders, Toy Story 2 (voice-over) en American Splendor.

## Bron
- Dit artikel of een eerdere versie ervan is een (gedeeltelijke) vertaling van het artikel Madylin Sweeten op de Engelstalige Wikipedia, dat onder de licentie Creative Commons Naamsvermelding/Gelijk delen valt. Zie de bewerkingsgeschiedenis aldaar.

- International Standard Name Identifier: 0000 0000 7115 8607
- Library of Congress Control Number: no2009137852
- Virtual International Authority File: 100739733
- WorldCat: E39PBJp9tfjMVCfByp4qpQwDMP